# ISO 3166-2:JP
Les noms sont orthographiés conformément au système de romanisation Kunrei-shiki (ISO 3602), l'écriture Hepburn ou usuelle est entre parenthèses.

## Préfectures (47)

Carte des régions et préfectures du Japon

- JP-23 Aiti (Aichi)
- JP-05 Akita
- JP-02 Aomori
- JP-38 Ehime
- JP-21 Gihu (Gifu)
- JP-10 Gunma
- JP-34 Hirosima (Hiroshima)
- JP-01 Hokkaidô (Hokkaidō)
- JP-18 Hukui (Fukui)
- JP-40 Hukuoka (Fukuoka)
- JP-07 Hukusima (Fukushima)
- JP-28 Hyôgo (Hyōgo)
- JP-08 Ibaraki
- JP-17 Isikawa (Ishikawa)
- JP-03 Iwate
- JP-37 Kagawa
- JP-46 Kagosima (Kagoshima)
- JP-14 Kanagawa
- JP-39 Koti (Kochi)
- JP-43 Kumamoto
- JP-26 Kyôto (Kyoto)
- JP-24 Mie
- JP-04 Miyagi
- JP-45 Miyazaki
- JP-20 Nagano
- JP-42 Nagasaki
- JP-29 Nara
- JP-15 Niigata
- JP-44 Oita
- JP-33 Okayama
- JP-47 Okinawa
- JP-27 Ôsaka (Osaka)
- JP-41 Saga
- JP-11 Saitama
- JP-25 Siga (Shiga)
- JP-32 Simane (Shimane)
- JP-22 Sizuoka (Shizuoka)
- JP-12 Tiba (Chiba)
- JP-09 Totigi (Tochigi)
- JP-36 Tokusima (Tokushima)
- JP-13 Tôkyô (Tokyo)
- JP-31 Tottori
- JP-16 Toyama
- JP-30 Wakayama
- JP-06 Yamagata
- JP-35 Yamaguti (Yamaguchi)
- JP-19 Yamanasi (Yamanashi)

ISO 3166-2 données pour le Japon